# Rush to the Dead Summer
Rush to the Dead Summer (en chino, 夏至未至; pinyin, Xiàzhì wèi zhì) es una serie de televisión china emitida desde el 11 de junio de 2017 al 8 de julio de 2017 a través de Hunan TV. Se basa en la novela homónima de Guo Jing-ming.

## Sinopsis
A pesar de crecer pobre, Li Xia, trabaja duro y obtiene una beca en la escuela secundaria Qian Chuan, donde conoce a Fu Xiaosi y a Lu Zhiang, dos jóvenes muy populares, cuando se conocen los tres se hacen muy buenos amigos, sin embargo después de la graduación, cada uno sigue su camino. Fu Xiaosi, se convierte en un reconocido artista, Li Xia se convierte en su asistente y su novia, Cheng Qiqi, gana una competencia de canto y se convierte en una famosa ídolo y Yu Jian se muda al extranjero para realizar sus sueños de convertirse en una cantante. 
Todos siguen luchando por sus sueños, sin embargo, con una serie de adversidades, entre ellas, la muerte de la madre de Lu Zhiang y su encarcelamiento, la traición de Cheng Qiqi, la eventual partida de Li Xia y la pérdida de Yu Jian, pronto el cálido y brillante verano comienza a desvanecerse. Todos han cambiado y comienzan a dudar sobre el origen de su amistad. Luego, un lapso de 10 años, les hace darse cuenta de que, a parte de los recuerdos, nada puede ser eterno, sin embargo, en el camino aprenderán a amar y crecer, y lucharan por las personas que quieren.

## Reparto

### Principales
| Actor         | Personaje  | N.º de episodios | Notas |
| ------------- | ---------- | ---------------- | --- |
| Chen Xue-dong | Fu Xiao-si | 48               | Es un exitoso artista y es percibido como una "leyenda" ante los ojos de los demás. Es un joven sensible, callado, se le dificulta expresar lo que siente y a menudo da un paso atrás para observar y evaluar la situación detrás de escena. Xiaosi ama dibujar y lo hace bajo el alias de "Ji Si". Cuando conoce a Li Xia rápidamente se enamora de ella, y poco después comienzan a salir. Sin embargo aunque la ama profundamente, debido a una serie de malentendidos ocasionados por las personas que están celosas de Xia y su relación, él termina hiriéndola profundamente, obligándola a terminar su relación termine. Destruido por haber alejado a Xia de su lado, decide quedarse en Qian Chuan, esperando a que ella regrese a su lado, cuando lo hace, Xiaosi hace todo lo que está en sus manos para disculparse y decirle que nunca ha dejado de amarla. |
| Zheng Shuang  | Li Xia     | 48               | Es percibida como la "chica ideal", es una joven amable, pura, sincera y trabajadora que ama el dibujo. Cuando conoce a Fu Xiaosi, se enamora de él, sin embargo no le dice nada. Después de la graduación, se convierte en su asistente y poco después comienzan a salir, pero su relación es destruida por la traición de Cheng Qiqi, por lo que Li Xia decide terminar con él. Sin embargo poco a poco Xiaosi logra acercarse nuevamente a Xia, quien acepta que todavía está enamorada de él. |
| Bai Jingting  | Lu Zhiang  | 48               | Es un joven alegre que siempre está sonriendo y lleno de vida. Es un amigo leal y protector tanto para Fu Xiaosi como para Li Xia. Aunque al inicio se siente atraído hacia Li Xia, finalmente cuando se da cuenta de que ella no está interesada en él, comienza a verla sólo como a una amiga. Su vida cambia más tarde cuando su madre muere, por lo que se convierte en un joven callado e introvertido pero gentil y comprensivo, las cosas empeoran cuando es encarcelado por atacar a un hombre que insultó a Xiaosi. Poco después se enamora de Yan Mo, y luego de ser liberado antes de tiempo de la prisión, le propone matrimonio y la pareja se casa. |

### Secundarios
- Qian Chuan Secondary:

| Actor         | Personaje                | N.º de episodios | Notas |
| ------------- | ------------------------ | ---------------- | --- |
| Chai Bi-yun   | Cheng Qi-qi              | 45               | Es considerada la china "perfecta", que aparente vive una buena vida, por lo que es envidiada por varios, sin embargo en realidad Qiqi es una joven sola e insegura, cuyo padre se opone a que cumpla sus sueños y cuya madre es una mujer sumisa. Qiqi ha sido una de las mejores amigas de Li Xia desde que eran jóvenes, y pronto se hace amiga de Fu Xiaosi y Ly Zhiang gracias a Xia, sin embargo poco a poco comienza a enamorarse de Xiaosi, pero él no le corresponde, ya que está enamorado de Xia. Debido a su egoísmo y su amor posesivo y no correspondido por Xiaosi, finalmente su amistad termina. |
| Xia Xintong   | Yu Jian                  | 36               | Es una de los estudiantes de la clase 1-03 de la escuela secundaria Qian Chuan. Es una joven huérfana cuya naturaleza independiente, hace que sea vista como una estudiante problemática. Jian posee una voz hermosa y está determinada a cumplir sus sueños de convertirse en una cantante famosa a pesar de las probabilidades. Jian es amiga leal de Li Xia, a quien considera su mejor amiga. |
| Wang Yu-wen   | Li Yan-ran               | 16               | Es una de los estudiantes de la clase 7 de la escuela secundaria Qian Chuan. Es una niña envidiosa, orgullosa y arrogante, que se cree una "princesa", creció junto a Fu Xiaosi y desde entonces está enamorada de él, aunque el no le corresponde. Siente muchos celos y envidia hacia Li Xia y Cheng Qiqi, por lo que constantemente está haciendo varias artimañas y diciendo mentiras contra ellas para meterlas en problemas. Cuando descubre que Xiaosi está enamorado de Li Xia, intenta en varias ocasiones arruinar su relación, con la esperanza de que Xiaosi se fije en ella, sin éxito.              |
| Zhao Ya-mi    | Song Ying-ying           | -                | Es una de los estudiantes de la clase 1-03 de la escuela secundaria Qian Chuan y una de las compañeras de dormitorio de Li Xia. Es una joven alegre y ruidosa, a la que le encanta comer y ver a los estudiantes guapos. |
| Jin Li-ting   | Ren Xiao-fei             | -                | Es una de los estudiantes de la clase 1-03 de la escuela secundaria Qian Chuan y una de las compañeras de dormitorio de Li Xia. Es una joven tranquila y tímida, que aspira a convertirse en artista de manga. |
| Jessie Li     | Chen Wen-jing            | -                | Es una de los estudiantes de la clase 1-03 de la escuela secundaria Qian Chuan y una de las compañeras de dormitorio de Li Xia. Le encanta chismorrear y se proclama a sí misma como la directora del club de fanes de Lu Zhiang. Wnjing se transfirió a otra escuela después del primer semestre. |
| He Jia-xuan   | Luo Xun                  | -                | Es uno de los estudiantes del grupo 1-03 de la escuela secundaria Qian Chuan, es visto como un alborotador con una conducta infantil. Está enamorado de Cheng Qiqi desde que eran jóvenes. |
| Hu Yitian     | Ou Jun                   | -                | Es uno de los estudiantes del grupo 1-03 de la escuela secundaria Qian Chuan y compañero de Luo Xun. |
| Wang Xin-ting | Yao Na-na                | -                | Es una de los estudiantes del grupo 1-03 de la escuela secundaria Qian Chuan. |
| Zhao Zimeng   | Liu Yang                 | -                | Es uno de los estudiantes del grupo 1-03 de la escuela secundaria Qian Chuan. |
| Ni Jing-yang  | Ms. Wen Ren              | 13               | Es una de las maestras del grupo 1-03 de la escuela secundaria Qian Chuan, es estricta pero cariñosa con sus alumnos. |
| Wang Jin-kun  | Wu Kai                   | -                | Es el maestro de Educación Física de la escuela secundaria Qian Chuan. Está enamorado de Wen Ren y poco después comienzan a salir. |
| Li Dong       | Jefe de Departamento Mao | -                | |
| Zhou Yun-shen | Maestro Luo              | -                | Es el maestro de química de la escuela secundaria Qian Chuan. |

### Otros
| Actor                   | Personaje    | N.º de episodios | Notas |
| ----------------------- | ------------ | ---------------- | --- |
| Zheng He Hui Zi         | Yan Mo       | 27               | Es percibida como una "diosa" ante los ojos de muchos de los estudiantes de la secundaria Qian Chuan. Es una joven con una personalidad peculiar, un poco inmadura y totalmente adorable, que lucha por la justicia, también es una artista talentosa que regresa al extranjero desde Japón. Está enamorada de Lu Zhiang y más tarde se casa con él.                                                 |
| Pang Han-chen           | Duan Qiao    | 22               | Es un estudiante de arquitectura bondadoso y servicial, que entiende bien a las mujeres. A pesar de ser un joven intimidante en realidad es cálido y que protege a todos de la forma más simple. Comienza a salir con Yu Jian, sin embargo, un fatal accidente automovilístico los separa. |
| Juck Zhang (Zhang Chao) | Qing Tian    | 1                | Es un joven audaz y atrevido, que tiene su propia lógica y puntos de vista cuando se trata de muchas cosas. Tian anhela la libertad, sin embargo, su cruel realidad, es que aún se encuentra atascado en el mismo lugar trabajando como cantante en un bar, esperando que suceda que lo saque de ahí. Tian es el primer amor y exnovio de Yu Jian. Ambos se separaron debido al realismo de la vida. |
| Li Xian                 | Qing Yun     | -                | Es el prometido de Li Xia, a quien corta para estar con Fu Xiao-si. |
| Zhang Liao              | Jie Xun      | -                | Un determinado y trabajador hombre que finalmente decide cumplir su sueño de convertirse en una estrella de rock. |
| Liu Tao                 | -            | -                | Es el padre de Fu Xiaosi. |
| Zhao Qian               | -            | -                | Es la madre de Fu Xiaosi. |
| Zhang Li                | -            | -                | Es la madre de Li Xia, una mujer fuerte y resistente que realiza varios trabajos para darle lo mejor a su hija. |
| Song Tao                | -            | -                | Es el padre de Lu Zhiang, también es el padre biológico de Yu Jian. |
| Li Lin                  | -            | -                | Es la madre de Lu Zhiang, una mujer, amorosa, comprensiva y atenta, que respeta las opiniones y sueños de su hijo. |
| Fu Heng                 | -            | -                | Es el padre de Cheng Qiqi, un hombre capaz en el área de negocios, pero que es duro con sus hijos y se opone y desalienta los sueños de Qiqi de convertirse en cantante. |
| Lin Jing                | Cheng Mu     | -                | Es la madre de Cheng Qiqi, una mujer sumisa que siempre elige rendirse. |
| Guo Qiu-cheng           | -            | -                | Es el padre de Li Yanran. |
| Rong Rong               | -            | -                | Es la madre de Li Yanran. |
| Jiang Bing              | Aron         | -                | Es el padre de Yan Mo, es el jefe de una gran compañía en Shanghái, que dirige la carrera artística de Fu Xiaosi. |
| Shang Kan               | Carol        | -                | Es la mánager de Cheng Qiqi. |
| Yang Shu-wen            | Ding Yi-yang | -                | Es la persona responsable de haber difamado a Lu Zhiang. |
| Yan Qing-yu             | CEO He       | -                | |

## Episodios
La serie estará conformada por 46 episodios y 48 episodios en la versión de televisión en Hunan TV, los cuales fueron de lunes a domingo a las 19:30.

### Raitings
| Episodio | Fecha de Transmisión | Participación promedio de audiencia (CSM52) | Participación promedio de audiencia (CSM52) | Participación promedio de audiencia (Promedio nacional) | Participación promedio de audiencia (Promedio nacional) | Clasificación en su intervalo de tiempo (Nacional) |
| Episodio | Fecha de Transmisión | Ratings                                     | Audiencia Compartida                        | Ratings                                                 | Audiencia Compartida                                    | Clasificación en su intervalo de tiempo (Nacional) |
| -------- | -------------------- | ------------------------------------------- | ------------------------------------------- | ------------------------------------------------------- | ------------------------------------------------------- | -------------------------------------------------- |
| 1-2      | 11 de junio de 2017  | 1.144                                       | 3.951                                       | 1.44                                                    | 5.43                                                    | 1                                                  |
| 3-4      | 12 de junio de 2017  | 1.050                                       | 3.606                                       | 1.59                                                    | 5.95                                                    | 1                                                  |
| 5-6      | 13 de junio de 2017  | 1.110                                       | 3.785                                       | 1.64                                                    | 6.04                                                    | 1                                                  |
| 7-8      | 14 de junio de 2017  | 1.122                                       | 3.93                                        | 1.64                                                    | 6.04                                                    | 1                                                  |
| 9-10     | 15 de junio de 2017  | 1.224                                       | 4.248                                       | 1.79                                                    | 6.66                                                    | 1                                                  |
| 11       | 16 de junio de 2017  | 0.842                                       | 3.161                                       | 1.17                                                    | 4.89                                                    | 2                                                  |
| 12       | 17 de junio de 2017  | 0.754                                       | 2.813                                       | 1.18                                                    | 5.13                                                    | 2                                                  |
| 13-14    | 18 de junio de 2017  | 1.089                                       | 3.772                                       | 1.5                                                     | 5.59                                                    | 2                                                  |
| 15-16    | 19 de junio de 2017  | 1.105                                       | 3.864                                       | 1.49                                                    | 5.46                                                    | 2                                                  |
| 17-18    | 20 de junio de 2017  | 1.027                                       | 3.603                                       | 1.67                                                    | 6.29                                                    | 2                                                  |
| 19-20    | 21 de junio de 2017  | 0.961                                       | 3.31                                        | 1.69                                                    | 6.26                                                    | 2                                                  |
| 21-22    | 22 de junio de 2017  | 1.07                                        | 3.702                                       | 1.77                                                    | 6.58                                                    | 2                                                  |
| 23       | 23 de junio de 2017  | 0.855                                       | 3.058                                       | 1.31                                                    | 5.37                                                    | 3                                                  |
| 24       | 24 de junio de 2017  | 0.843                                       | 3.031                                       | 1.19                                                    | 4.83                                                    | 2                                                  |
| 25-26    | 25 de junio de 2017  | 1.104                                       | 3.735                                       | 1.7                                                     | 6.38                                                    | 1                                                  |
| 27-28    | 26 de junio de 2017  | 1.133                                       | 3.994                                       | 1.66                                                    | 6.38                                                    | 3                                                  |
| 29-30    | 27 de junio de 2017  | 1.124                                       | 4.011                                       | 1.8                                                     | 6.9                                                     | 3                                                  |
| 31-32    | 28 de junio de 2017  | 1.082                                       | 3.861                                       | 1.8                                                     | 6.87                                                    | 2                                                  |
| 33-34    | 29 de junio de 2017  | 1.215                                       | 4.246                                       | 2.1                                                     | 7.78                                                    | 2                                                  |
| 35       | 30 de junio de 2017  | 0.648                                       | 2.303                                       | 1.56                                                    | ?                                                       | 2                                                  |
| 36       | 1 de julio de 2017   | 0.661                                       | 2.384                                       | 1.15                                                    | 4.69                                                    | 2                                                  |
| 37-38    | 2 de julio de 2017   | 0.936                                       | 3.175                                       | 1.69                                                    | 6.25                                                    | 1                                                  |
| 39-40    | 3 de julio de 2017   | 0.935                                       | 3.264                                       | 1.54                                                    | 5.8                                                     | 3                                                  |
| 41-42    | 4 de julio de 2017   | 1.032                                       | 3.603                                       | 1.77                                                    | 6.55                                                    | 3                                                  |
| 43-44    | 5 de julio de 2017   | 1.107                                       | 3.798                                       | 1.91                                                    | 6.93                                                    | 2                                                  |
| 45-46    | 6 de julio de 2017   | 1.229                                       | 4.116                                       | 1.93                                                    | 6.9                                                     | 2                                                  |
| 47       | 7 de julio de 2017   | 0.916                                       | 3.386                                       | 1.46                                                    | 6.1                                                     | 2                                                  |
| 48       | 8 de julio de 2017   | 0.893                                       | 3.209                                       | 1.61                                                    | 6.66                                                    | 1                                                  |
| Promedio | Promedio             | 1.05                                        | 3.66                                        | 1.6                                                     | 6.08                                                    | -                                                  |

## Música
El soundtrack original del drama está conformado por 8 pistas.
| No. | Artista (as)    | Canción                                               | Notas |
| --- | --------------- | ----------------------------------------------------- | ----- |
| 1   | Lala Hsu        | "My First Memory" (最初的记忆)                        | -     |
| 2   | Silence Wang    | "That Boy" (那個男孩)                                 | -     |
| 3   | Hu Xia          | "Rush to the Dead Summer" (夏至未至)                  | -     |
| 4   | Yoyo Sham       | "Chaser of the Light" (追光者)                        | -     |
| 5   | Zhang Yang Yang | "Starlight before Yesterday's Night" (昨夜以前的星光) | -     |
| 6   | Yisa Yu         | "Haven't End" (未至)                                  | -     |
| 7   | Jin Zhiwen      | "I Miss" (我想念)                                     | -     |
| 8   | Milk Coffee     | "A Person's Scenery" (一个人的风景)                   | -     |

## Producción
Estuvo basada en la novela "Rush to the Dead Summer" (Xia Zhi Wei Zhi (夏至未至)) de Guo Jingming (quien también actuó como el director artístico de la serie).
El drama también fue conocido como "Love 'Til The End Of Summer" y sigue una historia juvenil que abarca 10 años y se centra en la amistad, alienación y una traición final que rompe con un grupo de amigos cercanos, y cómo cada uno de ellos sigue su propio camino e ingresa a la sociedad.
Contó con el director Han Yang (韩洋), así como con los escritores Liu Fei (刘飞), Liu Chen Guang (刘辰光) y Shi Shi (施适), y el productor Zhao Yi Fang (赵依芳).
Las voces originales de los actores fueron utilizadas en el drama, sin doblaje.
La serie comenzó las filmaciones el 5 de agosto del 2016 en Guankou Middle Schooly finalizó el 24 de noviembre del mismo año. Algunas de las otras locaciones utilizadas para las filmaciones fueron Xiamen, Shanghái.
La serie contó con el apoyo de las compañías de producción "China Syndication" y "Hunan TV".
En 2021 la serie fue sacada completamente de todas las plataformas de China, debido al escándalo de la actriz Zheng Shuang. Esto debido a las nuevas reglas del gobierno Chino en contra de los artistas con escándalos, las guerras de fanáticos tóxicos y los casos de desperdicio de alimentos relacionado con los reality shows.